# Маленя
Маленя (пол. Malenia) — село в Польщі, у гміні Бучек Ласького повіту Лодзинського воєводства.
Населення — 117 осіб (2011).
У 1975-1998 роках село належало до Серадзького воєводства.

## Демографія
Демографічна структура станом на 31 березня 2011 року:
|          | Загалом | Допрацездатний вік | Працездатний вік | Постпрацездатний вік |
| -------- | ------- | ------------------ | ---------------- | -------------------- |
| Чоловіки | 59      | 7                  | 41               | 11                   |
| Жінки    | 58      | 8                  | 37               | 13                   |
| Разом    | 117     | 15                 | 78               | 24                   |